# WTA Berkeley
Das WTA Berkeley (offiziell: North Face Open) ist ein ehemaliges Damen-Tennisturnier der WTA Tour, das in der Stadt Berkeley ausgetragen wurde.

## Siegerliste

### Einzel
| Jahr | Siegerin       | Finalgegnerin  | Ergebnis |
| ---- | -------------- | -------------- | -------- |
| 1986 | Melissa Gurney | Barbara Gerken | 6:1, 6:3 |

### Doppel
| Jahr | Siegerinnen              | Finalgegnerinnen        | Ergebnis |
| ---- | ------------------------ | ----------------------- | -------- |
| 1986 | Beth Herr Alycia Moulton | Amy Holton Elna Reinach | 6:1, 6:2 |